# Bassetten

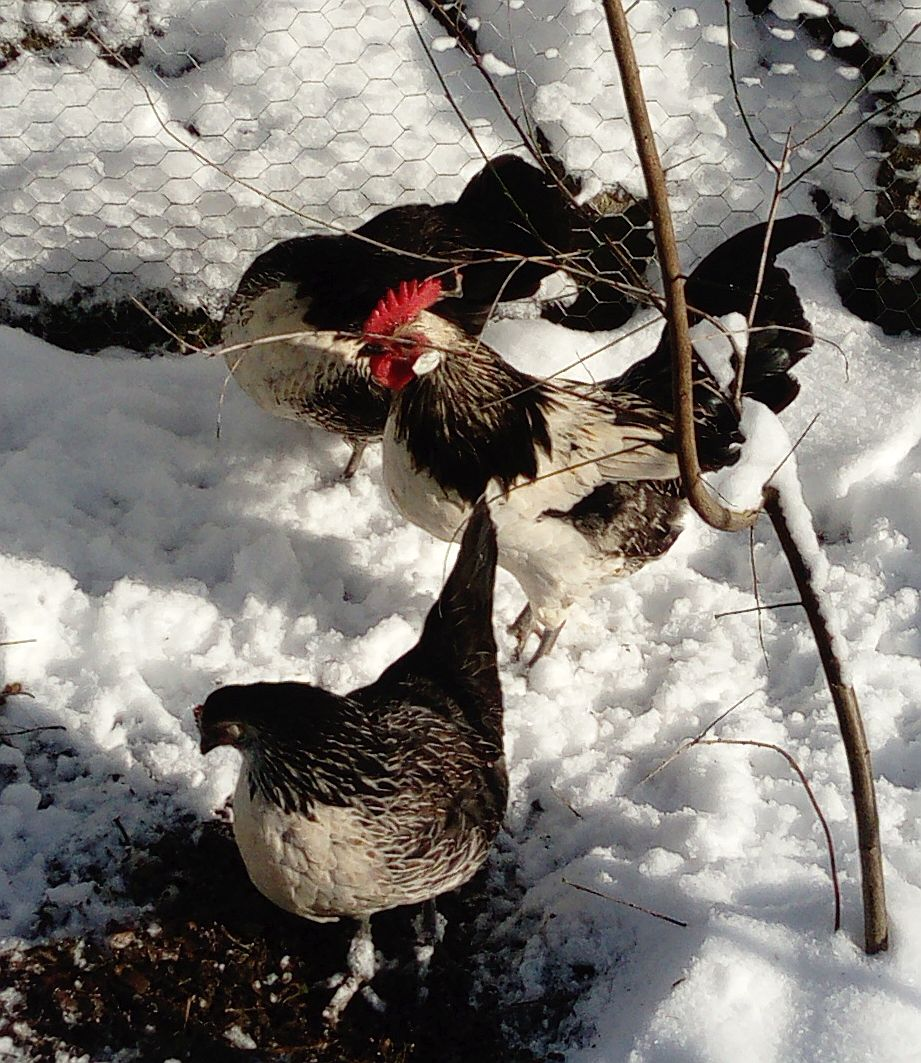
1.2 Bassetten Silber-Wachtelfarbig

Bassetten sind eine Hühnerrasse, die ab 1900 im belgischen Lüttich gezüchtet wurden. Ausgangsform waren halbwild lebende kleinformatige Hühner. Nach 1914 erfolgte eine gezielte Züchtung. Bereits 1917 wurde der Bassette-Club gegründet. Der erste Standard erschien 1932. Die Rasse wurde in Deutschland erst ab den frühen 1960er Jahren populär.
Bassetten sind sehr kleine Hühner, die ihren Körper fast waagerecht tragen. Das Männchen hat einen angewinkelten, voll besichelten Schwanz. Die Schenkel sind nur mäßig lang. Die Läufe sind kurz.
Im Verhältnis zu ihrer Körpergröße legen Bassetten verhältnismäßig große Eier.

## Literatur und Nachweise

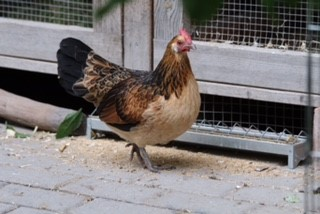
Henne in Wachtelfarbig